# 新世紀福音戰士：鋼鐵戀人
《新世紀福音戰士：鋼鐵戀人》（日语：新世紀エヴァンゲリオン 鋼鉄のガールフレンド）是《新世紀福音戰士》的Microsoft Windows用遊戲軟體，1997年7月11日發售首版，2006年發售含有追加要素的特別篇《新世紀福音戰士：鋼鐵戀人 新章》（新世紀エヴァンゲリオン 鋼鉄のガールフレンド 特別編）。日文版首版由Gainax發行，日文版特別篇由CyberFront發行，中文版首版由華義國際發行，中文版特別篇由英特衛多媒體發行。日文版除Microsoft Windows版外，另有Mac OS版、SEGA Saturn版、PlayStation版、PlayStation 2版、PlayStation Portable版；中文版只有Microsoft Windows版。片尾曲〈預感〉（予感）由高橋洋子主唱。

## 劇情綱要
一個滿月的夜晚，第三新東京市遭受謎樣的轟炸；詭異的是，NERV沒有命令EVA出動。這敵人有可能不是使徒，而是別的敵人嗎？

隔天早晨，美少女轉學生霧島真名轉入第三新東京市立第一中學2年A班，嘗試快速親近碇真嗣。惣流·明日香·蘭格雷懷疑，真名可能是企圖刺探NERV與EVA情報的間諜；然而，真嗣的心被真名率直的行動吸引……

## 登場角色
主要角色請參閱新世紀福音戰士角色列表，本段只介紹原創角色。
霧島真名【配音：林原惠】
2001年4月11日出生，鹿兒島縣阿久根市人，年齡14歲，血型O型。
第三新東京市立第一中學2年A班的轉學生，愛慕碇真嗣。
其姓「霧島」源自大日本帝國海軍霧島號戰艦，其名「真名」源自《王立宇宙軍》角色「瑪娜」（マナ）。
淺利啓太（浅利ケイタ）【配音：岩永哲哉】
年齡14歲，戰略自衛隊的少年兵，擔任「Trident級」（トライデント級）陸上輕巡洋艦駕駛員。在首版中無台詞，在特別篇中有台詞。
其名源自日本劇作家淺利慶太。
武藏·李·史特拉斯堡（ムサシ・リー・ストラスバーグ）【配音：結城比呂】
年齡14歲，戰略自衛隊的少年兵，擔任「Trident級」陸上輕巡洋艦駕駛員。
其名源自大日本帝國海軍武藏號戰艦與美國演員Lee Strasberg。
其他登場角色
- BigAppleダイナー德（BigAppleダイナー徳さん）【配音：清川元夢、立木文彥（特別篇追加場面）】
- 戰車隊隊長（戦車隊隊長）【配音：丸山詠二】
- 戰車隊隊員（戦車隊隊員）【配音：山寺宏一】
- 黑服A（黒服A）【配音：岩永哲哉】
- 黑服B（黒服B）【配音：結城比呂】
- 軍隊【配音：山寺宏一】
- 鐵路警察（鉄道公安員）【配音：岩永哲哉】
- 漁夫【配音：丸山詠二】
- 電視中男聲（TVの男）【特別篇獨有角色，配音：結城比呂】
- 電視中女聲（TVの女）【特別篇獨有角色，配音：長澤美樹】

## 外部連結
- Gainax官方網頁